# Saho (povo)
O Saho (às vezes chamado Soho) é um grupo étnico cuxita  que habita o Corno da África. Concentram-se principalmente na Eritreia, com alguns também vivendo em partes adjacentes da Etiópia. Eles falam o Saho como língua materna, que pertence ao ramo cuxita da família afro-asiática  e está intimamente relacionada com a língua afar.

## Dados demográficos
Segundo dados de 2003 afirmam que existiam aproximadamente 166.759 falantes do Saho, destes 144.000 na Eritreia, com o restante na Etiópia (22.759).   Na Eritreia, o Saho está presente principalmente nas regiões (Zoba) do Mar Vermelho Meridional e Setentrional. 
Os Saho têm um sistema de clãs (11 atualmente), que por sua vez são divididos em grupos de parentesco. A lealdade ao clã é um fator importante na política dos Saho. 

## Língua
O povo Saho fala a língua saho como língua materna. Esta pertence ao agrupamento de dialetos Saho-Afar das línguas cuxitas do planalto oriental, que fazem parte do ramo cuchítico da família afro-asiática. A língua Saho é bastante semelhante à Afar. 
Na Etiópia é utilizado apenas o dialeto Irob, e apenas na região do Tigré. 

## Religião
Os Saho são predominantemente muçulmanos.  Alguns cristãos, que também são conhecidos como Irob, vivem na região do Tigré, na Etiópia, e na região de Debub (Sul), na Eritreia. 

## Direito consuetudinário
Com relação à lei costumeira dos Saho, quando existe algum problema convoca-se uma reunião ou conferência que eles chamam de "Rakhbe". Nessa reunião, se discute como resolver as questões, que podem estar relacionadas a disputas de água, pasto ou terra, além de disputas entre clãs e como tentam entrar em consenso para atenuar esses problemas. Isso também pode ser discutido com tribos vizinhas ou grupos étnicos e sub-clãs. 
Um representante qualificado é escolhido para esta reunião, esse representante é chamado de "Maddare". Este representante então apresenta os argumentos para sua audiência: membros das famílias , sub-clãs ou tribos envolvidos e tenta conquistá-los. Isto é discutido nos clãs ou tribos pelos sábios e anciãos ("Uqal"). 
Em conflitos de menor escala entre dois indivíduos, um dos dois leva suas queixas para o Uqal, e por sua vez nomeia um ou mais "Shimagille" (mediadores) para a ajudar a resolver a disputa.  

## Sub-divisões
1. Dabri-Mela (Dabrimela)  
- Alades Are
- Labhalet Are

2. Assa-Awurta (Asaworta) 
- Fokroti Are
- Lelish Are
- Assa-Kare
- Asa-Lesan
- Sarma Are
- Faqih Dik
- Urus Abusa

3. Gaaso (em árabe: قعسو , também conhecido como Ga'so, Hazo, Hazu)   
- Shum Abdalla Gaisha
- Yofish Gaisha
- Shum Ahmad Gaisha
- Hassan Gaisha
- Silyan Gaisha
- Asa-Ushmaal
- Oni-Maal
- Salmunta
- Gadafur (dizem ter origens somalis, descendentes do Clã Gadabursi) 

4. Dasamo 
- Abdallah Harak
- Naefie Harak
- Mosat Harak
- Subakum Are
- Daili Are
- Kundes
- Illaishe
- Asa Bora

5. Faqat Harak 
- Faqih Abubakar
- Faqih Omar
- Faqih Ahmad

6. Silaita 
- Hakatti Are
- Qomma Are
- Zella Are
- Halato
- Abbarior

7. Idda (em Gueês እዳ, em árabe: إِدًّا, alternativamente ادة ou ادى), uma das primeiras comunidades Saho conhecidas na Eritreia, também conhecida como "Bado Ambalish"(em Gueês: ባዶ አምባልሽ, em árabe: اصحاب الأرض), "proprietários da terra" ou "portadores da terra". 
8. Irob (em Gueês: ኢሮብ, translit.:irōb, também soletrado Erob), uma comunidade cristã nas terras altas do Tigré. 
9. Torra (em árabe:طروعه, também conhecido como Taro'a)  
- Serrah Aria (em árabe:سرح عرى)
- Mussa Aria (em árabe:موسى عرى)